# Circuito de Albacete
O Circuito de Albacete é um autódromo localizado em Albacete, na Espanha, o circuito foi inaugurado em 1990, a pista possui 3,550 km de extensão com 14 curvas, já recebeu provas do Campeonato Mundial de Superbike entre os anos de 1992 e 1999.